# Обод
Обод је тврђава, са подграђем, за кратко вријеме (од 1475. до 1482. године) пријестоница државе Зете. Њени остаци се налазе на брежуљку, изнад горњег тока Ријеке Црнојевића, код данaшњег насеља Ријека Црнојевића, у Црној Гори. Саградио ју је Иван Црнојевић, повлачећи се 1475. године из Жабљака испред Османлија. На том мјесту је подигао и манастирску цркву св. Никoле, смјештајући у манастир сједиште Зетске митрополије. У Ободу је радила прва српска и јужнословенска штампарија, Ободска штампарија. Основао ју је Ђурађ Црнојевић, и у њој су штампани Октоих и Псалтир (Престала је са радом кад је Ђурађ напустио Црну Гору). Из Обода је пријестоница морала бити пресељена у Цетињско поље (Цетиње), гдје је подигнут нови двор и манастир.